# Municipio de Jegunovce
La municipalidad de Jegunovtse (también, municipalidad de Jegunovce) es un municipio situado en Macedonia del Norte. Según el censo de 2021, tiene una población de 8895 habitantes.